# マーキュリー・マウンテニア
マウンテニア(MOUNTAINEER)は、フォードが製造し、マーキュリーブランドで販売していたSUVである。

## 概要
1997年、フォード・エクスプローラーの高級仕様姉妹車としてマーキュリーディビジョンより発売された。そのため基本的な外観やメカニズムはエクスプローラーと共通しており、他のマーキュリー車と同様の、いわゆるバッジエンジニアリング車である。ただマーキュリーブランドらしく、内外装はベースとなったエクスプローラーよりも高級な仕立てがされているのが特徴。2007年時点で、全世代を通じて日本への正規輸入はされていない。

## 初代（1997年 - 2001年）
フォード・エクスプローラーのマーキュリー版として1997年にデビュー。エクスプローラーとの違いとして、外装はグリル、バンパー、テールレンズのデザインの変更、内装は本革シートやウッドパネルの採用、高級オーディオ装備などの違いがある。メカニズムもエクスプローラーと基本的に変わらない。エンジンは4,009ccV6SOHC及び5.0リッターが搭載されているのもエクスプローラー同様である。1998年にマイナーチェンジを実施し、1997年モデルではエクスプローラーと同じであったヘッドライト形状が独自の形状のものへ変更された。

## 2代目（2002年 - 2005年）
2002年モデルとして2001年秋にフルモデルチェンジされる。これはベース車両であるエクスプローラーのモデルチェンジに伴うものである。また急仕立てされた先代とは違い、外装デザインはエクスプローラーとは差別化された独自のものとなった。この縦型ヘッドライト、ウォーターフォールグリルと呼ばれるクロームメッキされた目の細かい縦格子グリル、メッキモール付テールレンズなどは、後にデビューするマーキュリー車へも採用されている。搭載される4,009ccV6SOHC及び4,600ccV8SOHCエンジンや4輪独立懸架サスペンションなど、メカニズムはエクスプローラーと共通である。

## 3代目（2006年 - 2010年）
2006年兄弟車エクスプローラーと同時期に、ビッグマイナーチェンジが行なわれた。これを実質上の3代目とする。プラットフォームの変更や搭載エンジンの変更などは行われていないものの、フェイスリフトだけに留まらず、6速ATの採用や装備の見直しなど大幅な改良が施され商品力がアップした。これは2005年を以ってリンカーン・アビエーターが生産中止されたことにより、次期モデルが登場するまでの繋ぎとしての役割を担う意味もあった。

## 車名の由来
「Mountaineer」は登山家、山岳民の意味。